# Ходячі мерці: Деріл Діксон
«Ходячі мерці: Деріл Діксон» (англ. The Walking Dead: Daryl Dixon) — американський постапокаліптичний драматичний телесеріал, створений Девідом Забелом для AMC, заснований на однойменному персонажі «Ходячих мерці». П'ятий допоміжний і загалом шостий телевізійний серіал у франшизі «Ходячі мерці», що продовжується з іншими серіалами, а дія відбувається після закінчення оригінального телесеріалу «Ходячі мерці».
Норман Рідус повторює свою роль Деріла Діксона з оригінального телевізійного серіалу, а також Клеманс Поезі, Луїс Пуеш Скільюцці, Лайка Бланк-Франкар, Анн Шар'єр, Ромен Леві та Адам Нагайтіс грають нових персонажів. Розробка серіалу почалася у вересні 2020 року. Спочатку планувалося, що в серіалі з'явиться персонаж Керол Пелетьє, але від нього відмовилися через неузгодженість фінансових питань з акторкою Меліссою Мак-Брайд, тому фокус серіалу перемістився на Деріла Діксона. Однак у червні 2023 року повідомлялося, що Мак-Брайд з'явиться в серіалі як її персонаж у певній ролі. Назва серіалу була оголошена в жовтні 2022 року. Зйомки почалися в Парижі того ж місяця, а додатковий кастинг відбувся в листопаді 2022 року.
Прем'єра серіалу Ходячі мерці: Деріл Діксон відбулася 10 вересня 2023 року. Він має шість епізодів. У липні 2023 року, напередодні виходу першого сезону, серіал було продовжено на другий сезон.

## Сюжет
Деріл опиняється на березі Франції, де зародився вірус зомбі. Тут він намагається зрозуміти, чому та навіщо він сюди потрапив. Далі він подорожує Францією, сподіваючись знайти дорогу додому. Однак під час подорожі зв'язки, які він здобуває на своєму шляху, ускладнюють його остаточний план.

## Актори та персонажі

### Головні
- Норман Рідус — Деріл Діксон: досвідчений мисливець і колишній вербувальник Александрії, який колись входив до складу групи Ріка Граймса в «Ходячих мерцях».[2]
- Клеманс Поезі — Ізабель: свавільна черниця прогресивної релігійної групи, яка зустрічає Деріла у Франції.[3]
- Луї Пуеч Шільюцці — Лоран: надзвичайно розумний хлопець, якого релігійна група вважає майбутнім Месією, якому судилося вести людство до оновлення.
- Лайка Блан-Франкар — Сільві.
- Енн Чарріє — Жене: лідер «Справи».
- Ромен Леві — Кодрон: високопоставлений член «Справи», який має особисту образу на Деріла.
- Адам Нагайтіс — Квінн: власник підпільного нічного клубу в Парижі під назвою «Демімонд», який став могутньою фігурою після зомбі-апокаліпсису.[3]

### Повторювані
- Ерік Ебуані — Фаллу.
- Палома — Коко[4].

## Виробництво

### Розроблення
Серіал було анонсовано у вересні 2020 року Анджелою Канг та Скоттом М. Гімпл. Рідус і Мак-Брайд підписали контракт на повторне виконання відповідних ролей із телесеріалу.
У квітні 2022 року Мак-Брайд покинула серіал через матеріально-технічні причини, оскільки зйомки шоу мали відбутися в Європі в середині 2022 року, і вона не могла бути присутньою на шоу з таким графіком зйомок. Серіал був перероблений під сюжет, де головний герой Деріл Діксон. Через кілька днів Канг залишила роль шоураннера, і її замінив Девід Забел. Повідомлялося, що угода була укладена за останні тижні до виходу Мак-Брайд з шоу. У жовтні серіал отримав назву Деріл Діксон. У січні 2023 року було оголошено, що серіал буде називатися «Ходячі мерці: Деріл Діксон», а прем'єра відбудеться пізніше 2023 року У липні 2023 року, напередодні виходу першого сезону, серіал було продовжено на другий сезон.

### Робота над сценарієм
У вересні 2020 року Канг була найнята шоураннером після того, як вона керувала останніми трьома сезонами «Ходячих мерців».
У квітні 2022 року Канг пішла з проєкту, через інші зобов'язання, після чого Цейбел взяв на себе цю роль. На той час сценарії вже були написані, але їх потрібно було переробити після вибування Мак-Брайд. У вересні в інтерв'ю Entertainment Weekly Рідус пояснив, що серіал розвиватиметься в протилежному напрямку від основного серіалу, оскільки це буде зовсім інша історія від тієї, яку глядачі вже бачили з Дерілом у головній ролі. Наступного місяця Рідус повідомив, що в спін-оффі будуть знайомі обличчя з основного серіалу.

### Кастинг
У листопаді 2022 року до основного акторського складу додалися Клеманс Поезі та Адам Нагайтіс. У лютому 2023 року Енн Шар'є, Ерік Ебануей, Лайка Бланк-Франкар, Ромен Леві та Луїс Пуеш Шіллюцці були оголошені акторами серіалу. Актор Джеффрі Дін Морган зазначив у свому Twitter(X) в червні 2023 року, що Мелісса Мак-Брайд повернеться, щоб зіграти Керол у певній ролі.

### Зйомки
Основні зйомки розпочалися 24 жовтня 2022 року в Парижі — столиці Франції. Зйомки другого сезону почалися в Європі й тривали під час страйку SAG-AFTRA у 2023 році через угоду між AMC і SAG-AFTRA щодо продовження зйомок серіалу.

## Реліз
Прем'єра серіалу відбулася 10 вересня 2023 року на AMC та AMC+.

## Реакція
«Ходячі мерці: Деріл Діксон» отримав загалом позитивні відгуки від критиків, дехто назвав його найкращим у франшизі «Ходячих мерців» за останні роки, хоча деякі відзначили його схожість із телесеріалом «Останні з нас». На сайті Rotten Tomatoes рейтинг схвалення становить 83 % на основі 29 відгуків із середнім рейтингом 7,1/10. Консенсус критиків веб-сайту такий: «У центрі сюжету про улюбленого персонажа шанувальників Нормана Рідуса в свіжій обстановці Деріл Діксон може бути хитким пострілом через арбалет, але все одно дає вірним „Ходячих мерців“ багато чого для імпровізації та гри». Metacritic, який використовує середньозважену оцінку, присвоїв оцінку 71 зі 100 на основі голосів 13 критиків, вказуючи на «загалом схвальні відгуки».
Девід Опі з Digital Spy оцінив серіал у 4 бали із 5 і назвав його «Найкращим ходячим мерцем за багато років». Чейз Хатчінсон із Collider дав йому оцінку «B» і аплодував «стоїчній грі» Нормана Рідуса, яка демонструє «оновлену енергію персонажа та робить спін-оф вартий перегляду», а також те, що серіал «більше фокусується на характері, а не на емоціях, що надає історії більшого відчуття глибини». Аарон Прунер з TheWrap дав йому позитивну оцінку та відзначив «видатну продуктивність» Клеманс Поезі.